# رون ماكغري
رون ماكغري (بالإنجليزية: Ron McGarry)‏ هو لاعب كرة قدم بريطاني في مركز الهجوم، ولد في 5 ديسمبر 1937 في وايتهفن ‏ في المملكة المتحدة. لعب مع بولتون واندررز ونادي بارو ونادي غيتزهد ونادي ووركينغتون ونيوكاسل يونايتد.